# Perspektivet Museum
Perspektivet Museum er en stiftelse i Tromsø, Norge, der blev grundlagt i 1996.  Den blev oprettet i 1996 med det formål at formidle og udvikle viden som basis for forståelse for sammenhæng i tilværelsen, skabe tolerance for kulturel mangfoldighed og bidrage med alternative perspektiver på kultur og samfund. Udstillingerne inkluderer skiftende udstillinger af kunstnere. I 2004 åbnede man et bymuseum Storgata 95, med genstande fra Tromsø og omegn fra 1950'erne og frem, heriblandt en stor samling af fotografier.
Museet har til huse i en patriciervilla.